# 指掌暗沙
指掌暗沙位于南中国海中沙群岛中沙大环礁浅湖内东部，东与石塘连礁相距约5.3海里，南与南扉暗沙相距约3.5海里。整个暗沙全部在海面以下，最浅处水深约15米，等深线20米以上面积约3平方公里。1947年和1983年公布名称均为“指掌暗沙”。